# قائمة شخصيات ظهرت على طوابع البريد الإماراتية
هذه قائمة بأسماء الأشخاص الذين وُضعت صورهم على طوابع بريد صادرة عن دولة الإمارات العربية المتحدة أو عن إماراتها قبل الاتحاد، متبوعة بتاريخ السنة التي صدر فيها الطابع.

## أبو ظبي
- جمال عبد الناصر (1971)
- الشيخ زايد بن سلطان آل نهيان (1967)
- الشيخ شخبوط بن سلطان آل نهيان (1964)

## أم القيوين
- أحمد بن راشد المعلا (1964)
- ألان بين (1969)
- تشارلز كونراد (1969)
- جاك سويغرت (1970)
- جون كنيدي (1965)
- جيم لوفل (1970)
- ريشارد غوردون (1969)
- فريد هايز (1970)

## دبي
- ابن سينا (1971)
- إسحق نيوتن (1971)
- آلبرخت دورر (1971)
- أنطونيو دا كوريجيو (1969)
- بارتولومي إستيبان مورييو (1969)
- بارميجيانينو (1969)
- بيتر بول روبنس (1969)
- تشارلز ديكنز (1970)
- تشارلز مونتاغو داوتي (1969)
- جون كنيدي (1964)
- خليل جبران (1972)
- الشيخ راشد بن سعيد آل مكتوم (1963)
- ريتشارد فرانسيس برتون (1969)
- شارل ديغول (1972)
- فرانسوا باسكال جيرار (1970)
- فولتير (1971)
- كارولين بونابرت (1970)
- لودفيغ فان بيتهوفن (1972)
- لوي دوسيس (1970)
- ليوناردو دافنشي (1972)
- نابليون بونابرت (1970)
- وليم هوغارث (1970)
- ويلفريد ثيسيجر (مبارك بن لندن) (1969)
- يوهان لودفيغ بركهارت (1969)

## عجمان
- إليانور روزفلت (1964)
- جاكلين كنيدي أوناسيس (1964)
- الرئيس الأمريكي جون كنيدي (1964)
- جون كنيدي الابن (1964)
- الشيخ راشد بن حميد النعيمي (1964)
- ونستون تشرتشل (1966)

## الفجيرة
- جون كنيدي (1965)
- الشيخ حمد بن محمد الشرقي (1964)

## دولة الإمارات العربية المتحدة
- الشيخ أحمد بن راشد المعلا (1975)
- الشيخ حمد بن محمد الشرقي (1975)
- الشيخ راشد بن حميد النعيمي (1975)
- الشيخ راشد بن سعيد آل مكتوم (1975)
- الشيخ زايد بن سلطان آل نهيان (1975)
- الشيخ سالم بن علي العويس (1987)
- الشيخ سلطان بن محمد القاسمي (1975)
- الشيخ صقر بن محمد القاسمي (1975)
- محمد علي جناح (1976)